# Весёлое (Ровненская область)
Весёлое (укр. Веселе) — село в Крупецкой сельской общине Дубенского района Ровненской области Украины.
До 2020 года входило в Радивиловский район.
Население по переписи 2001 года составляло 11 человек. Почтовый индекс — 35524. Телефонный код — 3633. Код КОАТУУ — 5625889002.